# Siemiradzce
Siemiradzce (biał. Сямурадцы, Siamuradcy; ros. Семурадцы, Siemuradcy) – wieś na Białorusi, w obwodzie homelskim, w rejonie żytkowickim, w sielsowiecie Ryczewo, nad Stwihą i w pobliżu Prypeckiego Parku Narodowego.

## Historia
Według legendy w X w. mieszkało tu siedmiu mędrców, uważanych przez lud za synów Swaroga, którzy sądzili i radzili Turiowcom. Mieli oni wzynaczyć Tura na pierwszego władcę Turowa.
Siemiradzce leżały w Księstwie Turowskim, następnie w Wielkim Księstwe Litewskim, razem z którym weszły w skład Rzeczypospolitej Obojga Narodów. W jej ramach należały do województwa brzeskolitewskiego i powiatu pińskiego. Odpadły od Polski w wyniku II rozbioru.
W XIX i w początkach XX w. położone były w Rosji, w guberni mińskiej, w powiecie mozyrskim, w gminie Turów.
Po I wojnie światowej pod administracją polską, w Zarządzie Cywilnym Ziem Wschodnich, w okręgu brzeskim, w powiecie mozyrskim, w gminie Turów. W wyniku postanowień traktatu ryskiego znalazły się w granicach Związku Sowieckiego. Od 1991 w niepodległej Białorusi.